# Ōno Taiichi
Ōno Taiichi (jap. 大野 耐一; * 29. Februar 1912 in der Mandschurei; † 28. Mai 1990) ist der Erfinder des Toyota-Produktionssystems. Er entwickelte die heutigen logistischen Basismethoden Kanban-System und Just-in-time-Produktion in den Jahren von 1950 bis 1982. Das japanische Management-Konzept Kaizen basiert ebenfalls auf seinen Ideen.

## Leben
Ōno studierte am Nagoya Institute of Technology. Zu Toyota kam er 1932. In den 50er Jahren wurde er Produktionsleiter im Stammwerk von Toyota. 1956 reiste er nach Detroit, um die Automobilfabriken Ford Motor Company und General Motors zu besichtigen.
Ōno analysierte das Produktionssystem von Henry Ford und wandelte es für seine eigenen Zwecke ab, da dieses System der Massenproduktion für kleine Stückzahlen in großer Varianz nicht geeignet sei. Die Fertigung musste effizient sein. Bei Ford waren die Arbeitsumfänge so minimalisiert, dass der Arbeiter nicht mehr denken musste. Hier gab es nur eine Devise und die hieß „Bewegt das Blech!“. Ōno hat seinen Arbeitern die Möglichkeit gegeben, das Fließband anzuhalten, wenn es ein Problem gab und das Problem an Ort und Stelle nachhaltig zu lösen.
Ōno ist der Vater des Toyota-Produktionssystems, dem er sich bis ins hohe Alter gewidmet hat. Nach seiner Pensionierung bei Toyota wurde er Chairman bei Toyoda Gosei, einem Zulieferer von Armaturentafeln, Lenkrädern und anderen Teilen für Toyota. Hier hat er noch einmal all das, was er teilweise experimentell über Jahrzehnte in den Toyotafabriken entwickelt hat, zum Einsatz gebracht.

## Publikationen
- T. Ohno: Das Toyota-Produktionssystem. Campus, Frankfurt am Main 1993, ISBN 3-593-37801-9.
- Taiichi Ohno: Toyota Production System: Beyond Large-Scale Production. Productivity Press, 1988, ISBN 0-915299-14-3.
- Taiichi Ohno: Workplace Management. Productivity Press, 1988, ISBN 0-915299-19-4.